# Lenheiro-de-rabo-comprido
Cesteiro-de-bico-pontiagudo ou lenheiro-de-rabo-comprido (nome científico: Asthenes pyrrholeuca) é uma espécie de ave da família dos furnarídeos. Ocorre na Argentina, Bolívia, Paraguai, Uruguai, Chile e no Brasil como espécie vagante.